# Hosszúmacskás
Hosszúmacskás (románul Satu Lung) falu Romániában, Kolozs megyében.

## Nevének említése
Már 1314-ben feltűnik Gene-Genyemacskása, 1357-ben Diósmacskás néven. 1451-ben Zenthmiklosmacskása néven szerepel, 1458-ban, 1509-ben, 1587-ben is hasonló formában fordult elő, majd 1724-ben változtatják meg a nevét Hosszú Macskásra. 1839-ben Hoszszu-Matskás, Huszo-Metskás, 1850-ben, 1857-ben Hosszu Macskás, 1863-ban Hosszu-Macskás, Huszo-Mecskás, 1873-ban Macskás (Hosszu-), 1880-ban Macskás (Hosszú-), 1890-ben Hosszú-Macskás, 1920-ban Macicașul lung, Husău-Macicaș, 1930 Satul-Lung volt a neve.

## Lakossága
1850-ben a 395 fős településnek 306 román, 55 magyar és 34 cigány lakosa volt. 1992-ben 129 fős lakossága 1 magyar kivételével már román származású volt.
1850-ben 313 görögkatolikus, 2 római katolikus, 78 református és 2 unitárius hívő élt a településen. 1992-ben 126 fő ortodox, 1 fő görögkatolikus, 1 fő református és 1 fő baptista hitű volt.

## Története
Szent Miklós tiszteletére szentelt középkori templomáról kapta a település a nevét. A Macskási család birtokolta. Középkori római katolikus lakói a reformáció idején reformátusok lesznek, és a 17. század elejétől 1888-ig református anyaegyháza volt. A 17. század folyamán eredeti lakossága kipusztult, temploma romos lett és 1712-ben már csak a templom helyét ismerik. Református egyházát előbb Magyarmacskás, majd Fejérd és Kajántó leányegyháza lett. Állandó magyar lakosa és református temploma nincs a településnek.
A falu a trianoni békeszerződésig Kolozs vármegye Kolozsvári járásához tartozott.